# Daisuke Tomita
Pour les articles homonymes, voir Tomita.
Daisuke Tomita (冨田 大介, Tomita Daisuke) est un footballeur japonais né le 24 avril 1977. Il évolue au poste de défenseur.

## Biographie
Tomita Daisuke commence sa carrière professionnelle au Mito HollyHock. En 2004, il rejoint le club de l'Omiya Ardija. Il reste six saisons dans ce club.
En 2010, il est transféré au Vissel Kobe, puis en 2011 signe en faveur du Ventforet Kofu.
Tomita Daisuke est vice-champion de J-league 2 en 2004 avec l'Omiya Ardija.